# Chrysler PT Cruiser
Der Chrysler PT Cruiser ist ein Pkw-Modell des amerikanischen Herstellers Chrysler, das von Anfang 2000 bis Sommer 2010 gebaut wurde.

## Modellgeschichte
Vor dem Serienmodell wurde mit mehreren Konzeptfahrzeugen ein Ausblick auf den Chrysler PT Cruiser gegeben. Das erste war der auf der North American International Auto Show (NAIAS) 1997 präsentierte Plymouth Pronto, das zweite der Chrysler Pronto Cruizer auf dem Genfer Auto-Salon 1998 und als drittes in etwa zugleich mit dem Serienmodell der Chrysler Pronto Cruizer AWD, auf der NAIAS 1999.
Das Kürzel PT steht für „Personal Transportation“. Das Fahrzeug wurde vom Designer Bryan Nesbitt als Interpretation des Chrysler Airflow mit Dodge-Neon-Elementen konzipiert, aber auf einer eigenen Plattform (PT-Plattform) aufgebaut.
Auch nach der Präsentation des Serienmodells wurden einige Konzeptfahrzeuge basierend auf dem Chrysler PT Cruiser präsentiert, von denen die meisten nicht in Serie gingen: unter anderem der Panel Cruiser und der GT Cruiser (Serienmodell: PT Cruiser Turbo) auf der NAIAS 2000, das Konzeptfahrzeug für die Cabriolet-Variante auf der New York International Auto Show (NYIAS) 2001 oder der Chrysler California Cruiser mit einer Vorschau während des Pebble Beach Concours d’Elegance 2002 und einer Öffentlichkeitspremiere auf der Mondial de l’Automobile 2002.
Im Frühjahr 2004 folgte die Serienversion des viersitzigen Chrysler PT Cruiser Cabriolet mit Stoffverdeck auf der NAIAS 2004.

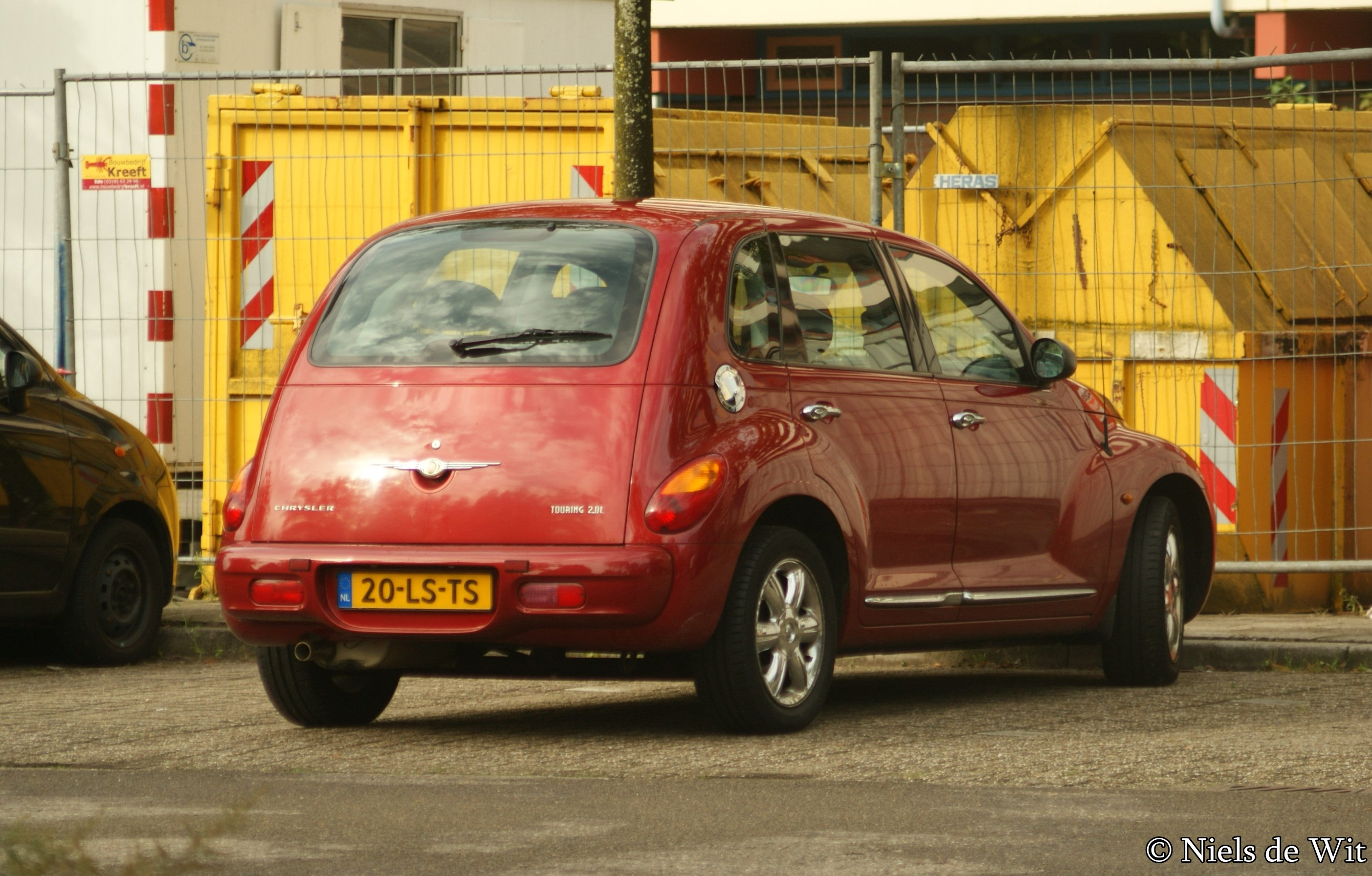
Heckansicht
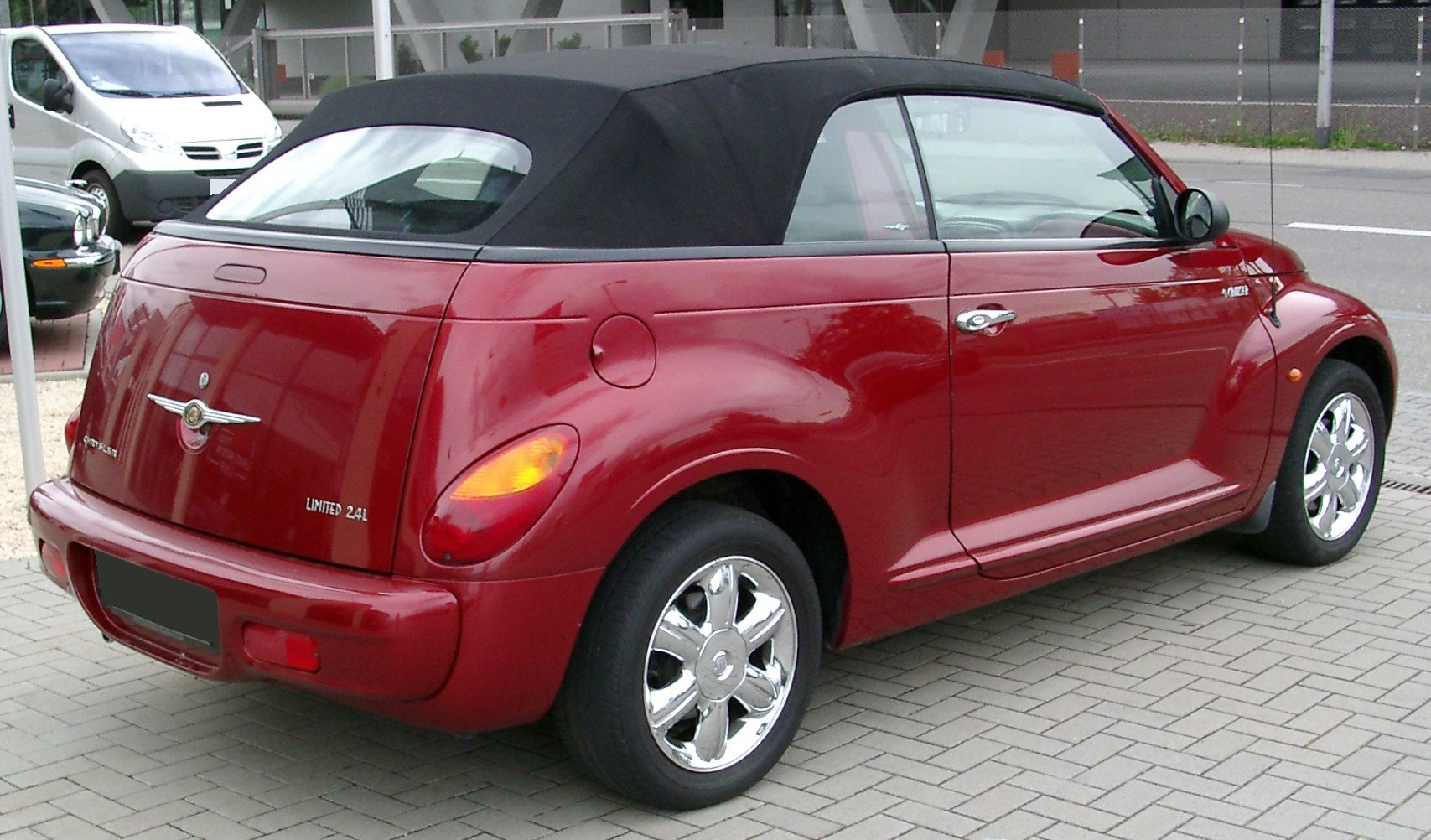
Chrysler PT Cruiser Cabrio (2004–2006)

### Modellpflege
Im Frühjahr 2006 erhielt der PT Cruiser ein Facelift, das Mitte 2005 vorgestellt wurde. Verändert wurde hauptsächlich die Frontansicht mit neuen Scheinwerfern und der Innenraum mit neuen Farben und Materialien. Die Motoren wurden ebenfalls leicht überarbeitet.

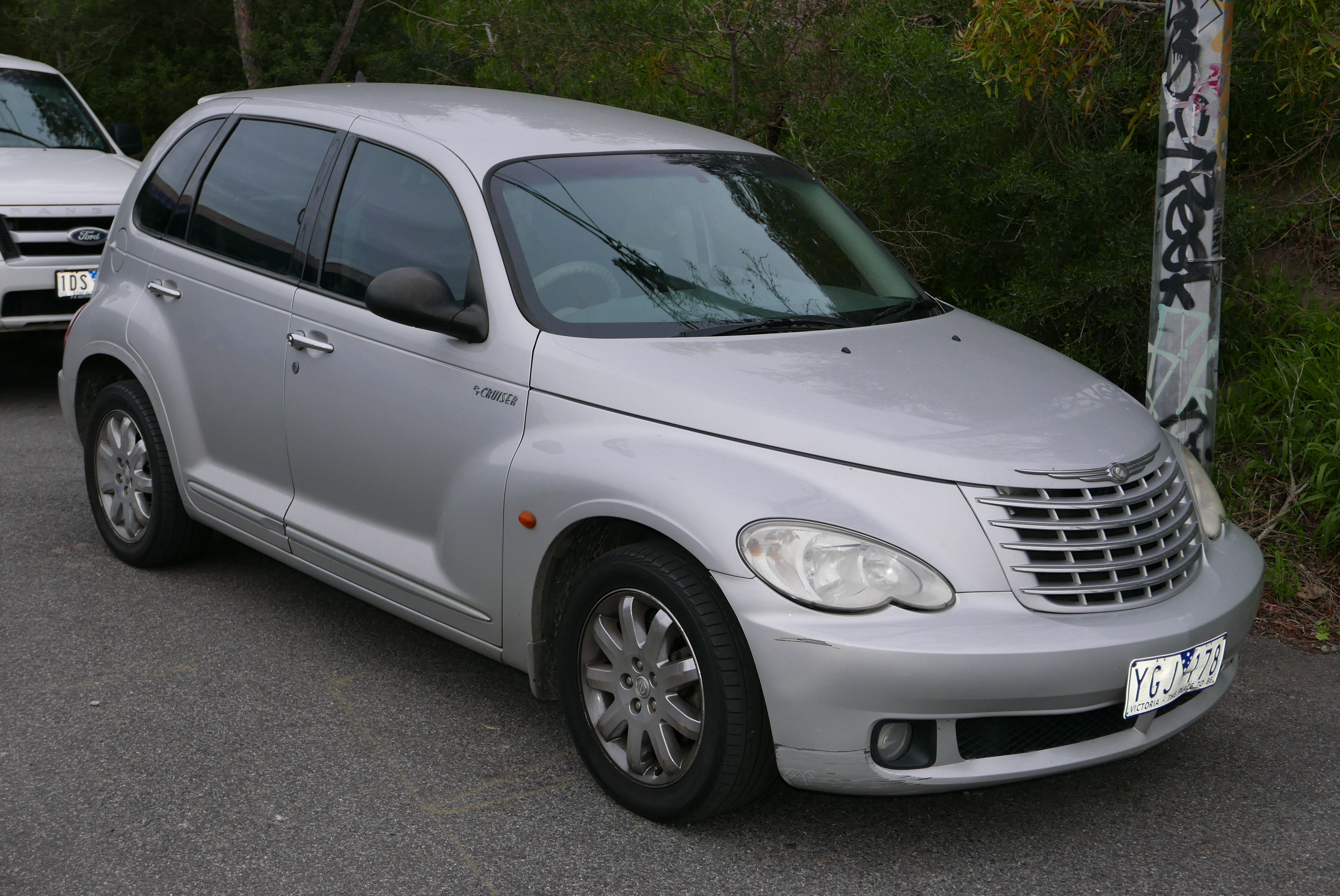
Chrysler PT Cruiser (2006–2010)
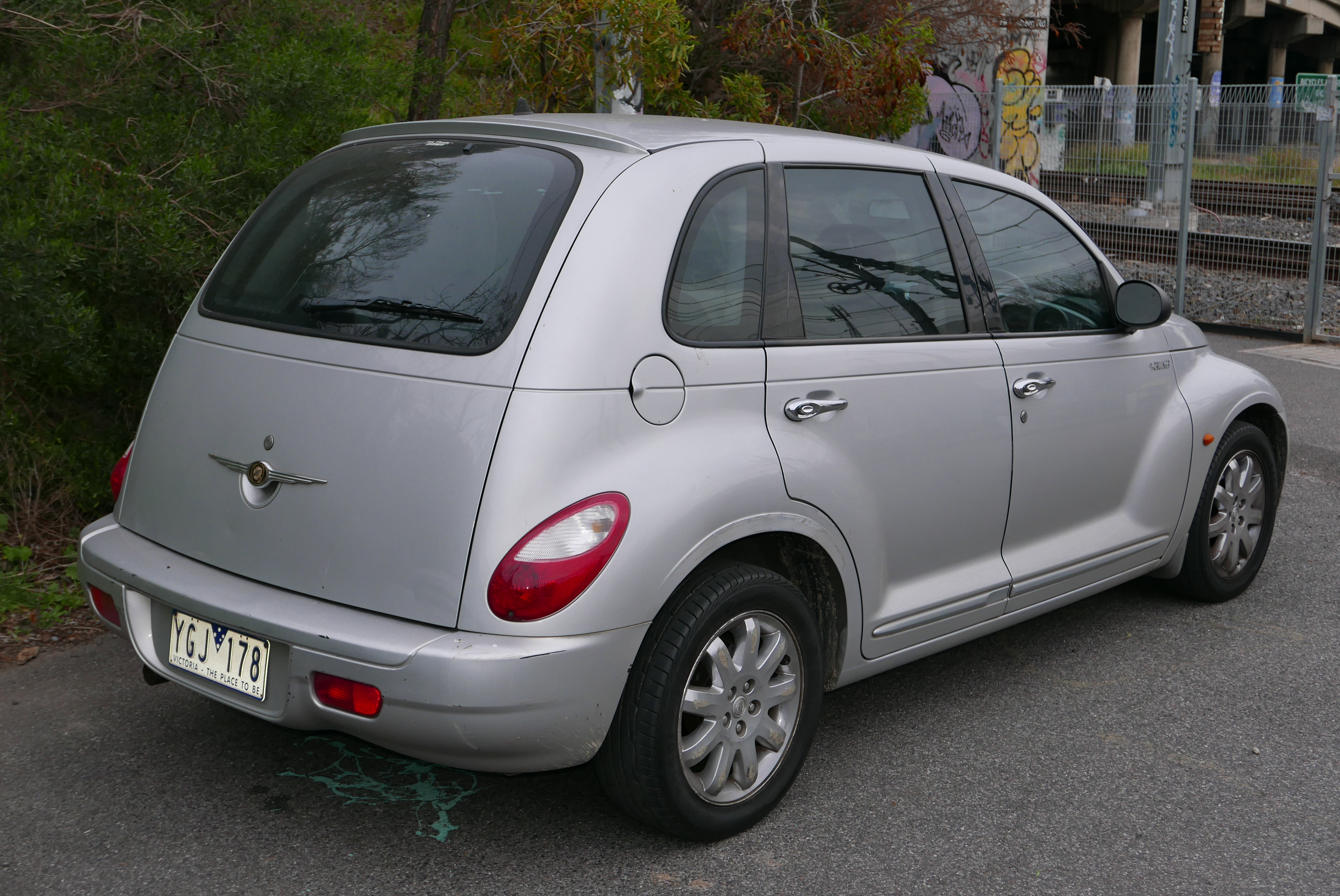
Heckansicht

### Produktion
Der Wagen wurde von Februar 2000 bis zum 9. Juli 2010 im Chrysler-Werk Toluca (Mexiko) gebaut. Zudem wurden die mit Dieselmotoren ausgestatteten Einheiten von Juli 2001 bis Juli 2002 zunächst ausschließlich im österreichischen Eurostar Automobilwerk montiert. Als sich der Standort Graz für den PT Cruiser als zu teuer erwies, übernahm das Toluca-Werk die Montage der mit Dieselmotoren ausgestatteten Einheiten.
Die Produktion des Cabriolets begann im Januar 2004 und wurde am 21. Dezember 2007 eingestellt.
Im Sommer 2009 wurde offiziell auch der Verkauf der Limousine in Deutschland beendet.

## Technik
Der Chrysler PT Cruiser hat Frontantrieb und ist für fünf Personen zugelassen.
Bei der Cabriolet-Variante erhöhte sich die Masse aufgrund der verstärkten Fahrzeugstruktur um etwa 68 kg.
Im Euro-NCAP-Crashtest erreichte der Chrysler PT Cruiser 3 von 5 Sternen bei der Insassensicherheit und 1 von 5 bei der Fußgängersicherheit.
Das Fahrwerk hat vorn MacPherson-Federbeine, hinten eine Achse mit Wattgestänge.

## Typbezeichnungen
Die Typenbezeichnungen des PT Cruisers unterscheiden sich je nach der Karosserieform und der Seite, auf der sich die Lenkung befindet. Dabei wird das geschlossene Modell mit Linkslenkung als Typ FY sowie mit Rechtslenkung als Typ FZ bezeichnet. Beim Cabriolet dagegen wurden die Typenbezeichnung JY für den Linkslenker und JZ für den Rechtslenker verwendet.

## Auszeichnungen
Der PT Cruiser wurde im Jahr 2001 auf der Car-and-Driver 10Best Cars-Liste unter den ersten zehn geführt und gewann im selben Jahr den North-American-Car-of-the-Year-Preis.

## Technische Daten
| Modell        | Motorart    | Hubraum  | max. Leistung                | max. Drehmoment          | Höchstgeschwindigkeit   | Kraftstoffverbrauch auf 100 km | Bauzeit   |
| ------------- | ----------- | -------- | ---------------------------- | ------------------------ | ----------------------- | ------------------------------ | --------- |
| 1.6 (1)       | Ottomotor   | 1598 cm³ | 85 kW (116 PS) bei 6300/min  | 157 Nm bei 4550/min      | 176 km/h                | 07,7 l                         | 2001–2010 |
|               | Ottomotor   | 1996 cm3 | 100 kW (136 PS)              | 188 Nm bei 4200/min      | 166 km/h (Automatik)    | 8,9 l                          | 2003      |
| 2.0           | Ottomotor   | 1996 cm³ | 104 kW (141 PS) bei 5700/min | 188 Nm bei 4150/min      | 166 km/h (2) / 190 km/h | 07,2 l                         | 2000–2004 |
| 2.4 (3)       | Ottomotor   | 2429 cm³ | 105 kW (143 PS) bei 5200/min | 214 Nm bei 4000/min      | 195 km/h                | 09,4 l                         | 2004–2009 |
| 2.4 Turbo (4) | Ottomotor   | 2429 cm³ | 164 kW (223 PS) bei 5100/min | 332 Nm bei 3950/min      | 200 km/h (abgeregelt)   | 10,2 l                         | 2003–2006 |
| 2.2 CRD (5)   | Dieselmotor | 2148 cm³ | 89 kW (121 PS) bei 4200/min  | 300 Nm bei 1600–2600/min | 183 km/h                | 06,9 l                         | 2000–2005 |
| 2.2 CRD       | Dieselmotor | 2148 cm³ | 110 kW (150 PS) bei 4000/min | 300 Nm bei 1600–3200/min | 183 km/h                | 06,7 l                         | 2006–2010 |

Auch mit 4-Gang Automatik, als „AUTOSTICK“ mit zusätzlicher manueller Schaltebene

## Zulassungszahlen
Zwischen 2000 und 2010 sind in der Bundesrepublik Deutschland insgesamt 38.437 Einheiten des Chrysler PT Cruiser neu zugelassen worden. Mit 7.417 Einheiten war 2002 das erfolgreichste Verkaufsjahr.
|  |

|  |

|  |

|  |

|  |

|  |

|  |

|  |

|  |

|  |

|  |

|  |

|  |

|  |

|  |

|  |

|  |

|  |

|  |

|  |

|  |

|  |

|  |

|  |

|  |

|  |

|  |

|  |

|  |

|  |

|  |

|  |

|  |

|  |

|  |

|  |

|  |

|  |

|  |

|  |

|  |

|  |

|  |

|  |

|  |

|  |

|  |

|  |

|  |

|  |

|  |

|  |

|  |

|  |

|  |

|  |

|  |

|  |

|  |

|  |

|  |

|  |

|  |

|  |

|  |

|  |

|  |

|  |

|  |

|  |

|  |

|  |

|  |

|  |

|  |

|  |

|  |

|  |

|  |

|  |

|  |

|  |

|  |

|  |

|  |

|  |

|  |

|  |

|  |

|  |

|  |

|  |

|  |

|  |

|  |

|  |

|  |

|  |

|  |

|  |

|  |

|  |

|  |

|  |

|  |

|  |

|  |

|  |

|  |

|  |

|  |

|  |

|  |

|  |

|  |

|  |

|  |

|  |

|  |

|  |

|  |

|  |

|  |

|  |

|  |

|  |

|  |

|  |

|  |

|  |

|  |

|  |

|  |

|  |

|  |

|  |

|  |

|  |

|  |

|  |

|  |

|  |

|  |

|  |

|  |

|  |

|  |

|  |

|  |

|  |

|  |

|  |

|  |

|  |

|  |

|  |

|  |

|  |

|  |

|  |

|  |

|  |

|  |

|  |

|  |

|  |

|  |

|  |

|  |

|  |

|  |

|  |

|  |

|  |

|  |

|  |

|  | Chrysler PT Cruiser (38.437) |

|  | Chrysler PT Cruiser (38.437) |